# 迪荡街道
迪荡街道，中国浙江省绍兴市越城区下辖的一个街道。

## 辖区
该街道辖有：
都泗社区、五市门社区、剡溪社区、五云居委会、西金居委会、沈家庄居委会、罗家庄居委会、瓦窑头居委会、革新村、塘湾村、